# The Rolling Stones British Tour 1963
The Rolling Stones British Tour 1963 es la primera gira de conciertos musicales que realizó la banda entre las fechas del 29 de septiembre de 1963 y el 3 de noviembre de 1963 en Inglaterra, en los que se hicieron un total de 60 shows.

## Miembros que forman parte de la banda
- Mick Jagger voz, armónica
- Keith Richards guitarra
- Brian Jones guitarra
- Bill Wyman guitarra
- Charlie Watts percusión

## Gira
- 29/09/1963  Londres, New Victoria Theatre (2 ediciones)
- 01/10/1963  Londres, Streatham, Odeon Theatre (2 ediciones)
- 02/10/1963  Londres, Edmonton, Regal Theatre (2 ediciones)
- 03/10/1963  Southend, Odeon Theatre (2 ediciones)
- 04/10/1963  Guildford, Odeon Theatre (2 ediciones)
- 05/10/1963  Watford, Gaumont Theatre (2 ediciones)
- 06/10/1963  Cardiff, Wales, Capital Theatre (2 ediciones)
- 08/10/1963  Cheltenham, Odeon Theatre (2 ediciones)
- 09/10/1963  Worcester, Gaumont Theatre (2 ediciones)
- 10/10/1963  Wolverhampton, Gaumont Theatre (2 ediciones)
- 11/10/1963  Derby, Gaumont Theatre (2 ediciones)
- 12/10/1963  Doncaster, Gaumont Theatre (2 ediciones)
- 13/10/1963  Liverpool, Odeon Theatre (2 ediciones)
- 16/10/1963  Mánchester, Odeon Theatre (2 ediciones)
- 17/10/1963  Glasgow, Scotland, Odeon Theatre (2 ediciones)
- 18/10/1963  Newcastle-upon-Tyne, Odeon Theatre (2 ediciones)
- 19/10/1963  Bradford, Gaumont Theatre (2 ediciones)
- 20/10/1963  Hanley, Gaumont Theatre (2 ediciones)
- 22/10/1963  Sheffield, Gaumont Theatre (2 ediciones)
- 23/10/1963  Nottingham, Odeon Theatre (2 ediciones)
- 24/10/1963  Birmingham, Odeon Theatre (2 ediciones)
- 25/10/1963  Taunton, Gaumont Theatre (2 ediciones)
- 26/10/1963  Bournemouth, Gaumont Theatre (2 ediciones)
- 27/10/1963  Salisbury, Gaumont Theatre (2 ediciones)
- 29/10/1963  Southampton, Gaumont Theatre (2 ediciones)
- 30/10/1963  St. Albans, Odeon Theatre (2 ediciones)
- 31/10/1963  Londres, Lewisham, Odeon Theatre (2 ediciones)
- 01/11/1963  Rochester, Odeon Theatre (2 ediciones)
- 02/11/1963  Ipswich, Gaumont Theatre  (2 ediciones)
- 03/11/1963  Londres, Hammersmith Odeon (2 ediciones)